# Аделаида Анжуйская
Аделаида-Бланка Анжуйская (фр. Adélaïde-Blanche d'Anjou; ок. 940/950 — 1026) — старшая дочь графа Анжуйского Фулька II Доброго. Была регентом Жеводана при своём сыне и регентом Прованса при пасынке.

## Биография
Аделаида была третьим ребёнком и старшей дочерью из четверых детей графа Анжуйского Фулька II Доброго и его первой жены Герберги. Её семья настолько продвинулась по феодальной лестнице, что, даже будучи представительницей только третьего поколения Ингельгерингов, Аделаида, выходившая замуж пять раз, в мужья себе получала только высшую знать Западно-Франкского королевства.
В первый раз Аделаида между 950 и 960 годами стала женой виконта Этьена де Бриуда, владения которого находились в восточной Аквитании. Происхождение и первый брак Аделаиды подтверждаются «Хроникой монастыря Сен-Пьер-дю-Пюи». Ряд источников называют Этьена графом Жеводана, однако, по мнению историка Кристиана Сеттипани, титул графа Жеводана, Форе и Бриуда носил не сам Этьен, а его сын Понс. На момент заключения брака Аделаиде было не более пятнадцати лет, в то время как он был гораздо старше, она стала его второй женой. Этьен умер в начале 960-х. В первичных источниках упоминается двое сыновей Этьена и Аделаиды — Понс и Бертран. В ряде источников упоминаются ещё один сын Гильом, а также дочери Альмодис и Умберга (Ирменгарда). После смерти мужа Аделаида управляла землями графа Жеводана в качестве регента при своих сыновьях. Она продолжала управлять Жеводаном и Форе в то время, как оставшиеся двое сыновей получали воспитание в кругу друзей их отца. Кроме того, после смерти старшего сына Аделаиды, Гильома, она вырастила его малолетнего сына Стефана. В 975 году король Западно-Франкского королевства Лотарь назначил епископом Ле-Пюи Ги II, несмотря на протесты местных феодалов, и Аделаида помогла ему занять город. Новый епископ начал борьбу с местными феодалами, которые занимались грабежом владений епископства и церквей. В этом ему помогали племянники; кроме того он создал союз рыцарей и крестьян, что оказалось одним из первых проявлений «Божьего мира» в Ле-Пюи.
О втором браке Аделаиды сообщает Рихер Реймский в своей «Хронике», называя её мужа «Рагемундом, герцогом Готии». Согласно современным исследованиям, мужем Аделаиды был Раймунд (V), граф Тулузы, убитый между 972 и 979 годами. Брак был заключён между 970 и 975 годом, у Аделаиды и Раймунда был один сын, Гильом III Тайлефер.
В 982 году граф Анжуйский Жоффруа I Гризегонель, брат Аделаиды, подговорил кого-то посоветовать Эмме, супруге короля Лотаря, женить наследника престола Людовика. Поскольку Аделаида владела наиболее укреплёнными городами Аквитании и Готии, это давало возможность Каролингам подчинить их своей власти. Кроме того появлялась возможность контролировать тылы владений могущественного герцога Гуго Капета. Король Лотарь согласился с этим предложением. В результате Лотарь и Эмма в сопровождении огромной свиты отправились в Вё-Бриуд, где с огромной помпой был заключён брак между Людовиком и Аделаидой. Одновременно Людовик и Аделаида были коронованы аквитанской короной, церемонию проводили три епископа: Гуго Буржский, Бего Клермонский и Ги дю Пии (брат Аделаиды). При этом Лотарь не отказывался от сюзеренитета над Аквитанией и Готией.
Брак продлился около двух лет. Значительная разница в возрасте (Людовику было пятнадцать, Аделаиде — чуть больше сорока) не способствовала взаимопониманию между супругами. Рихер Реймский сообщает, что различия в их привычках приводили к разным ссорам. Вскоре они стали жить раздельно, только изредка встречаясь, причём их беседы ограничивались несколькими словами. Легкомысленный Людовик вскоре потратил все наличные деньги, оказавшись в нищете он не смог содержать личную свиту. В результате все планы по укреплению власти Каролингов в Аквитании провалились, брак Людовика только подорвал авторитет королевской власти. Ситуацию спас Гильом I (II) Арльский, граф Прованса. В итоге супруги развелись около 984 года. Бывший муж Аделаиды, ставший после смерти Лотаря в 986 году королём Западно-Франкского королевства (под именем Людовика V), умер в 987 году. Ходили слухи, что Людовика отравила Аделаида, однако они не имеют под собой никаких оснований. Аделаида же, не чувствуя себя в безопасности при французском дворе, сбежала в Прованс, где ещё при жизни Людовика между 984 и 986 годами вышла замуж за графа Прованса Гильома I (II) Арльского. Гильом умер в 993 году вскоре после того, как стал монахом Авиньоне.
В 1010 году король Франции Роберт II и граф Блуа Эд II отправились в Рим, чтобы добиться аннулирования брака Роберта II с Констанцией Арльской, дочерью Аделаиды и Гильома I. Однако папа Сергий IV, друг графов Анжуйских, подтвердил брак и дополнительно подтвердил борьбу Аделаиды за сохранение контроля над землями аббатства Монмажур. Эти земли, в Перте, были пожертвованы графом Прованским и Аделаидой, а также ранее отцом Гильома, Бозоном II Арльским. На эти земли претендовали многие; всем претендентам Сергий IV пригрозил отлучением от церкви, если они не отзовут свои претензии. Претензии были отозваны и земли остались за Аделаидой, которая стала регентом графе Гильоме II.
Существуют сведения о том, что после смерти Гильома Аделаида вышла замуж в пятый раз — за Отто Гильома, графа Бургундии, который умер 21 сентября 1026 года. В ряде уставов вторая жена Отто Гильома названа Аделаидой. Кроме того, её называли графиней Аделаидой, «также именуемой Бланкой», в письме папы, датированном сентябрём 1016 года, адресованных её мужу, ей самой и её пасынку Рено I. Однако у историков существуют сомнения в том, что такой брак имел место. Основанием для этого послужил тот факт, что Аделаида была намного старше Отто Гильома: первая жена Отто Гильома умерла между 1002 и 1004 годами, соответственно, в момент предполагаемого брака Аделаиде было почти 60 лет. Возможно, что в письме папы Аделаида упоминается как родственница мужа Герберги, дочери Отто Гильома от первого брака.
Аделаида умерла в 1026 году. Местом смерти является вероятно Авиньон, поскольку год смерти был зафиксирован Арно, монахом из аббатства Сен-Андре, неподалеку от Авиньона. Датой смерти он указывает 29 июня. Аделаида была похоронена в аббатстве Монмажур, недалеко от Арля, рассматривавшегося в то время как место захоронения семьи графов Прованса.

### Браки и дети
1-й муж: с ок. 940/950 года Этьен де Бриуд (ум. до 970/975), виконт Бриуда. В браке родились:
- Гильом (ок. 955—975)[19] — граф Жеводана; был женат и имел сына Стефана.
- Понс[фр.] (до 970—1016 / 1018) — граф Жеводана и Форе; был женат и имел двоих сыновей и дочь[20].
- Бертран[20].
- (?) Альмодис; муж: Адальберт I (ум. 997), граф де ла Марш и де Перигор[20][36]. По другой версии она была дочерью Жеро, виконта Лиможа[37].
- (?) Умберга (Ирменгарда) (ок. 970/975 — ?); муж: Гильом IV (ум. ок. 1016), граф Оверни[16]

2-й муж: с 970/975 Раймунд (V) (ок. 945/955 — ок. 972/977), граф Тулузы и маркиз Готии. В браке родился один ребёнок:
- Гильом (970/75—1037) — граф Тулузы; был дважды женат: в первом браке на Арсенде Анжуйской, от которой имел двоих сыновей — Раймунда и Алалрика; во втором браке на Эмме Прованской, от которой также имел двоих сыновей — Понса и Бертрана.

3-й муж: с 982 года Людовик V (ок. 966/967 — 21 мая 987), король Аквитании с 982, король Западно-Франкского королевства с 986. Бездетны, брак был аннулирован в 984 году.
4-й муж: с ок. 984/986 года Гильом I (II) Освободитель (ок. 955—993), граф Авиньона с 962, граф Прованса и Арля ранее 968, маркиз Прованса с 979. От этого брака родились:
- Констанция (ок. 986—1032) — была замужем за королём Франции Робертом II, от которого родила девять детей.

Возможно, что от этого брака происходили:
- Гильом II (III) Благочестивый (ок. 986/987 — 1018), граф Прованса с 993[39][к 5]
- Ирменгарда; муж: Роберт I, граф Оверни[40].

5-й муж: ранее 1016 Отто Гильом (ок. 958 — 21 сентября 1026), граф Невера в 978—989 годах, граф Безансона с 982 года, граф Макона в 982—1006 годах, граф Бургундии с 982 года, герцог Бургундии (под именем Отто II) в 1002—1005 годах; детей в этом браке не было.

## Комментарии
1. ↑  Как королева Западно-Франкского королевства, в состав которого входила Аквитания.
2. ↑  Большинство историков называют Аделаиду только Аделаидой Анжуйской[1]. Бернард Бечреч[англ.] в своей книге «Fulk Nerra the Neo-Roman Consul, 987-1040» и статье «Henry II and the Angevin Tradition» называет её Аделаидой-Бланкой[2][3], говоря о том, что Эрменгарда-Герберга Анжуйская[англ.] получила двойное имя как и Аделаида-Бланка, хотя и не приводит никаких документальных доказательств. Констанция Бушар в своей книге «Those of My Blood» также называет женщину двойным именем, повторяя за Бечречем[4]. В книгах «Europäische Stammtafeln» Аделаиду называют по первому имени или же с уточнением в скобках — Аделаида (Бланка)[5][6]. По меньшей мере две хроники, «Chronicle S. Albin» и «Chronicle S. Maxent», называют её Бланкой[7]. В работе Глабера «Historiarum libri quinque» на страницах 16—17 Аделаиду называют Аделаида, называемая также Бланка, а на страницах 105—107 — Аделаида-Бланка[8]. В своих письмах к Аделаиде папа Бенедикт VIII называет её Аделаида, прозванная Бланкой[9][10]. Имя Аделаида-Бланка очевидно стало предпочтительным вариантом среди подмножества современных историков. Тем не менее при жизни Аделаиду никогда не называли двойным именем: настоящим именем было только Аделаида, а имя Бланка было только прозвищем, которое использовали её родственники и близкие друзья.
3. ↑  У хрониста Рауля Глабера была несколько иная версия. Сын Лотаря, Людовик, был женат на женщине из Аквитании (Аделаиде, также называемой Бланка), она хотела расстаться с мужем и, будучи умной женщиной, заманила своего молодого супруга в Аквитанию, где покинула его и вернулась в свою собственную семью. По версии Глабера Людовика спас отец, а не Гильом Прованский[26]. Признав ошибку, король Лотарь был вынужден отправиться в Аквитанию на помощь сыну[24].
4. ↑  Точно неизвестно, от какого брака родился Гильом II. Традиционно его матерью считается Аделаида, которая была второй женой Гильома I, и предполагается, что Гильом II родился около 986/987 года. Кроме того, двое сыновей Гильома II носили имена Фульк и Жоффруа, характерные для династии Ингельгерингов, из которой происходила Аделаида Анжуйская. Однако Гильом был признан совершеннолетним в 999 году, что дало основание некоторым исследователям отодвинуть дату рождения Гильома II к 981 году и, следовательно, тогда его матерью должна была быть Арсинда (последний раз она упомянута 17 апреля 979 года), первая жена Гильома I.
5. ↑  По другой версии он родился от первого брака отца.